# Лакситекстум
Лакситекстум (Laxitextum) — рід грибів родини Hericiaceae. Назва вперше опублікована 1955 року.

## Поширення та середовище існування
В Україні зростає лакситекстум двоколірний (Laxitextum bicolor).

## Гелерея

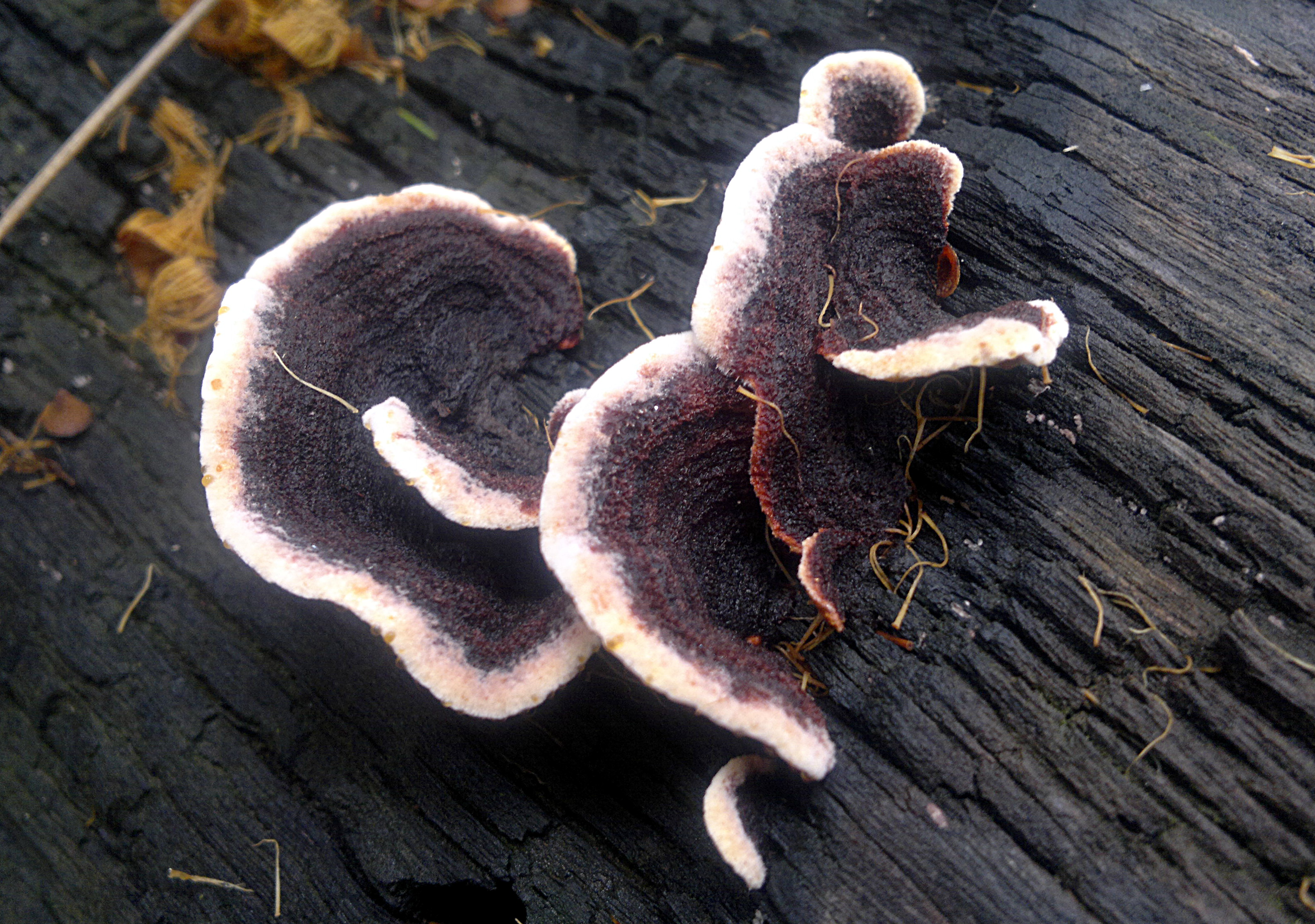
Laxitextum bicolor